# Agrypon dioryctriae
Agrypon dioryctriae är en stekelart som beskrevs av Dasch 1984. Agrypon dioryctriae ingår i släktet Agrypon och familjen brokparasitsteklar. Inga underarter finns listade i Catalogue of Life.